# Йолла – Ланг-Ланг
Йолла — Ланг-Ланг — газопровід на південному сході Австралії, споруджений у межах розробки офшорних родовищ Бассової протоки.
У 2006 році почалась розробка газового родовища Йолла, на якому в районі з глибиною моря 80 метрів встановили платформу Йолла А. Від платформи до берегового газопереробного заводу Ланг-Ланг проклали трубопровід діаметром 450 мм, що має дві ділянки — офшорну довжиною 148 кілометрів та наземну завдовжки 32 кілометри.
Спорудження офшорної ділянки газопроводу виконала трубоукладальна баржа «Semac 1», що узялась до роботи в листопаді 2003-го.